# 沙利亚
沙利亚（羅馬化：Shalya）是俄罗斯斯维尔德洛夫斯克州的市级镇，为该州沙利亚区行政中心及规模最大聚居地。地处斯维尔德洛夫斯克州西南部，位于伏尔加河流域瑟尔瓦河一支流沙利亚河畔，在州府叶卡捷琳堡西北方。镇内设有同名铁路车站。
该地2022年人口有6,526人；2010年人口6,433；2002年人口6,801；1989年人口7,123。